# Pierre Rolland (musicista)
Pierre Rolland O.C (Québec, 13 ottobre 1931 – Montreal, 29 novembre 2011) è stato un critico musicale, direttore artistico, conduttore radiofonico, suonatore di corno inglese e insegnante di musica canadese.
È padre della violoncellista Sophie Rolland e della violinista Brigitte Rolland.

## Biografia

### Primi anni e formazione
Nato a Quebec City, Rolland iniziò la sua formazione professionale nel 1947 all'età di 15 anni al Conservatoire de musique du Québec à Montréal. Studiò lì per sette anni con insegnanti quali Fernand Gillet (oboe), Jeanne Landry (armonia), Gilberte Martin (teoria, solfeggio) e Jean Papineau-Couture (trascrizione). Nel 1954 entrò al New England Conservatory (NEC), dove continuò a studiare con Gillet e conseguì il Bachelor of Music nel 1957. Durante gli anni al NEC trascorreva le estati studiando alla Pierre Monteux School. Successivamente proseguì gli studi al Conservatoire national supérieur de musique et de danse de Paris nel 1960-1961 con Étienne Baudo (oboe); Eugène Bigot e Louis Fourestier (direzione d'orchestra) e Maurice Franck (teoria).

### Carriera
Rolland è stato primo corno inglese dell'Orchestre symphonique de Montréal dal 1961 al 1984. In precedenza aveva suonato l'oboe con l'Orchestra Sinfonica di Halifax (1954) e con l'Orchestra Filarmonica di Ottawa (1957-1960). Nel 1970 ha fondato il Quintetto Pierre-Rolland, con cui ha suonato attivamente per oltre un decennio. Ha inoltre suonato in diversi gruppi per la Canadian Broadcasting Corporation. Dal 1965 al 1969 ha scritto recensioni discografiche per Jeunesses musicales Chronicle e dal 1975 al 1979 ha scritto critiche musicali per il quotidiano Le Devoir. Nel 1977 ha contribuito a fondare l'Orchestre des jeunes du Québec. Ha anche condotto o partecipato come intervistatore a numerosi programmi della CBC Radio, tra cui Music de chez-nous, Invitation à la musique e Faisons de la musique. Dal 1980 al 1989 è stato direttore dell'Orford Arts Centre. Ha anche ricoperto per diversi anni la carica di direttore della Pro Musica Society.
Nel 1973 Rolland è entrato a far parte del corpo docente dell'Università di Montréal, dove dal 1984 al 1988 ha ricoperto la carica di preside del dipartimento di musica. Ha inoltre insegnato presso le facoltà di musica dell'Università del Québec a Montréal, del Cégep de Saint-Laurent, dell'École Normale de Musique de Montreal e, per diversi anni, presso l'École de musique Vincent-d'Indy.
Nel 2010 Pierre Rolland è stato nominato membro dell'Ordine del Canada.